# Ulica Adama Mickiewicza w Katowicach

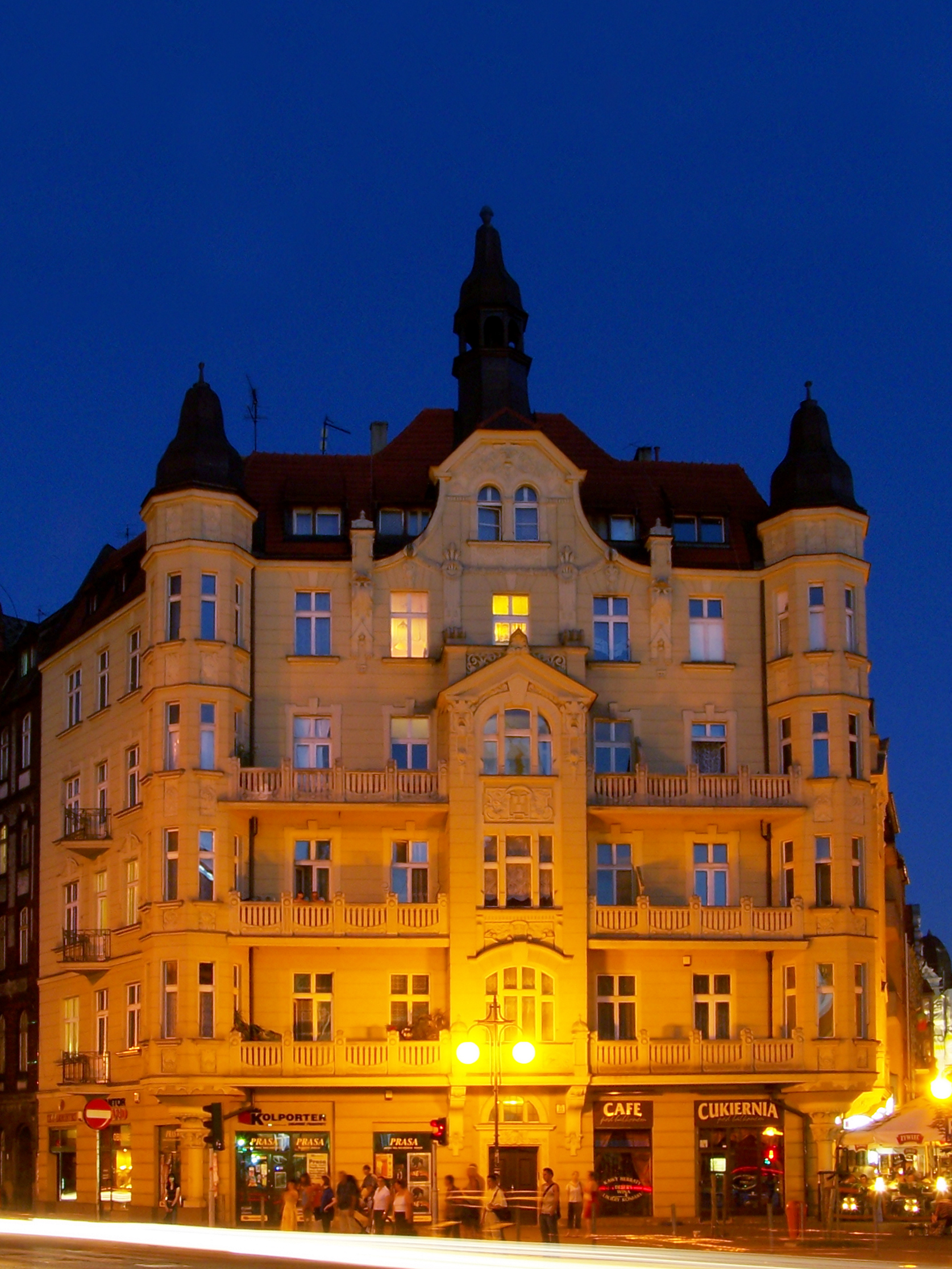
Kamienica przy ul. Mickiewicza 22 nocą

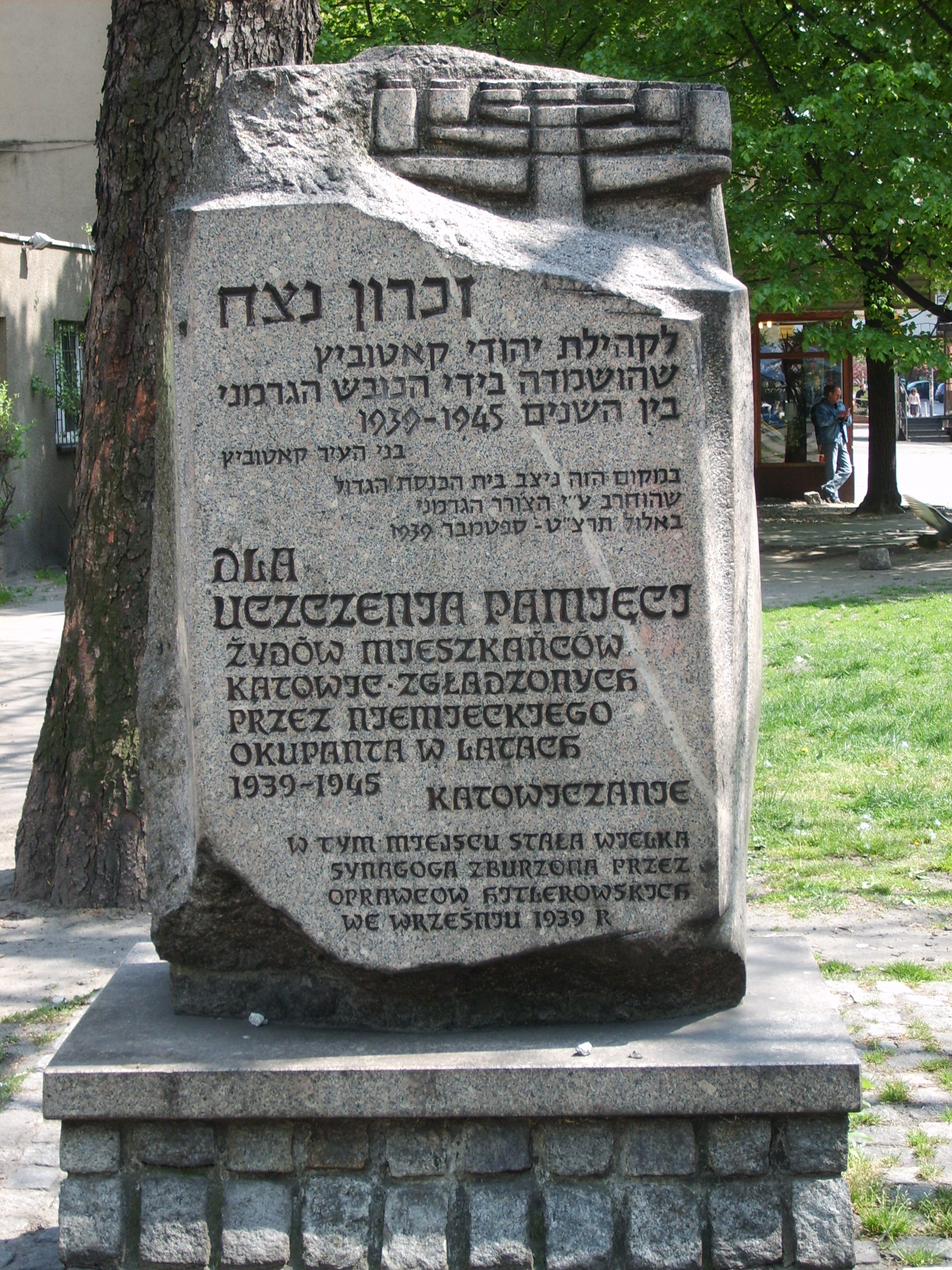
Tablica pamiątkowa przy pl. Synagogi

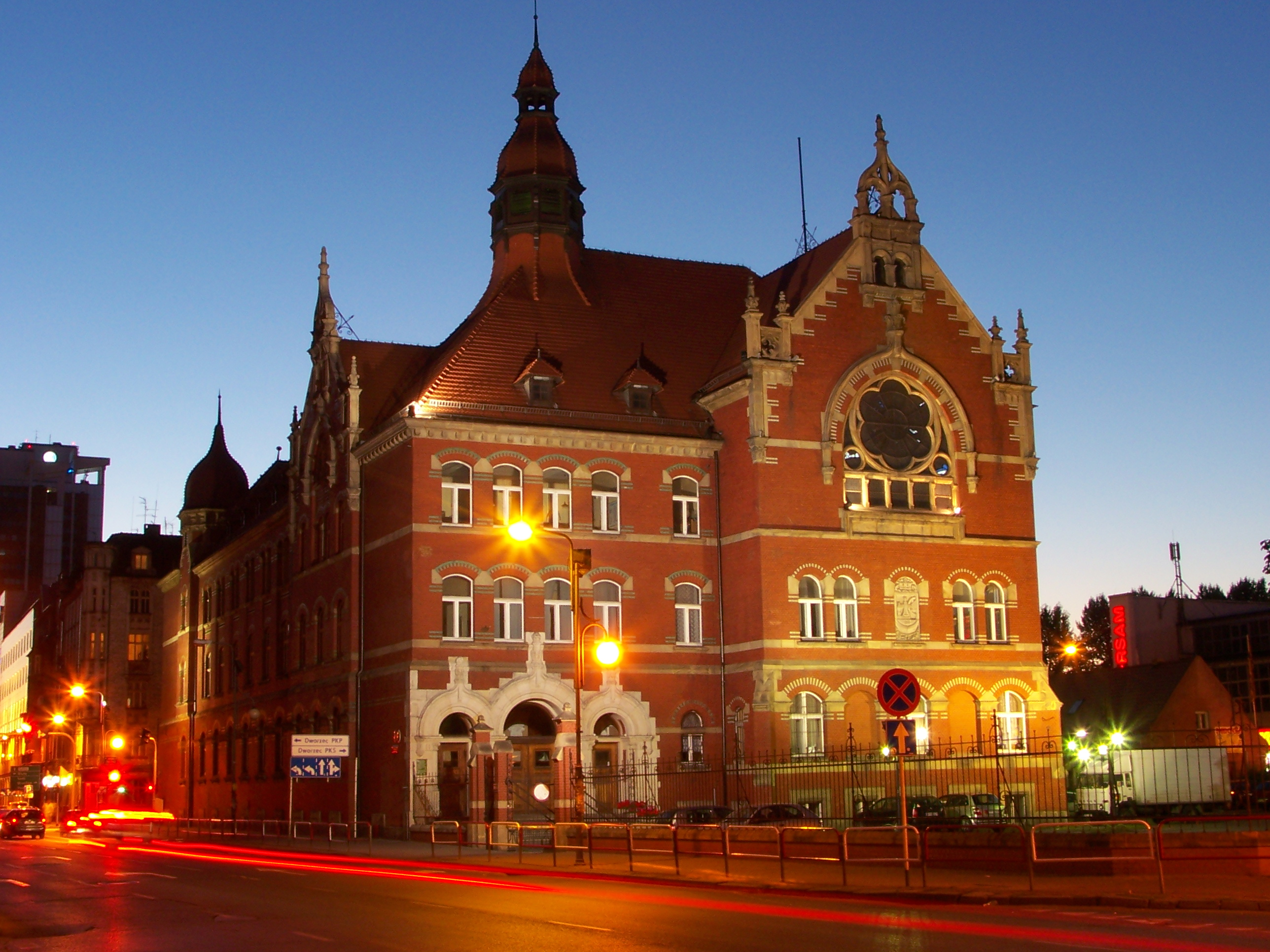
Budynek III LO przy ul. Mickiewicza

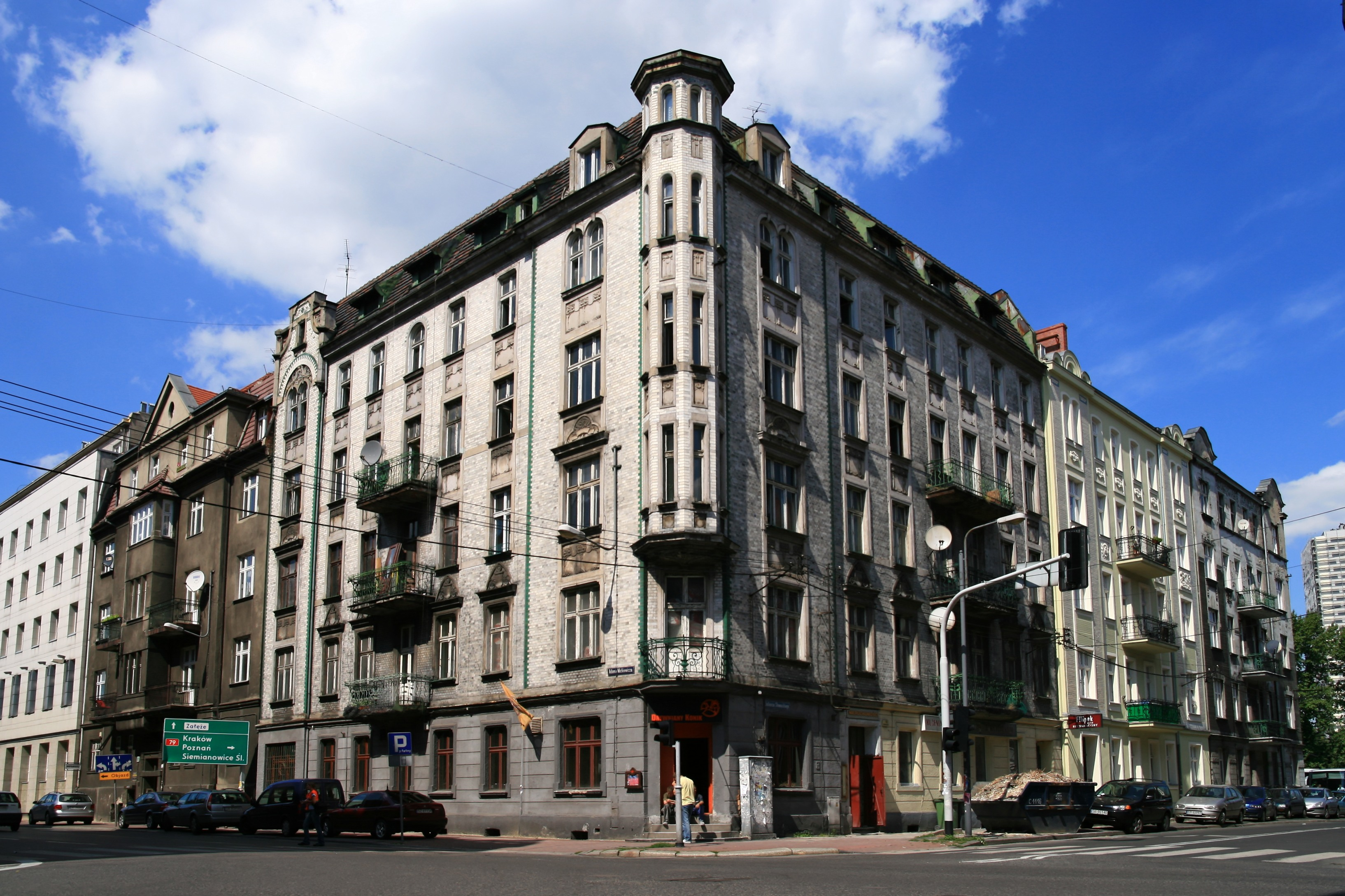
Kamienice na rogu ul. Słowackiego i Mickiewicza

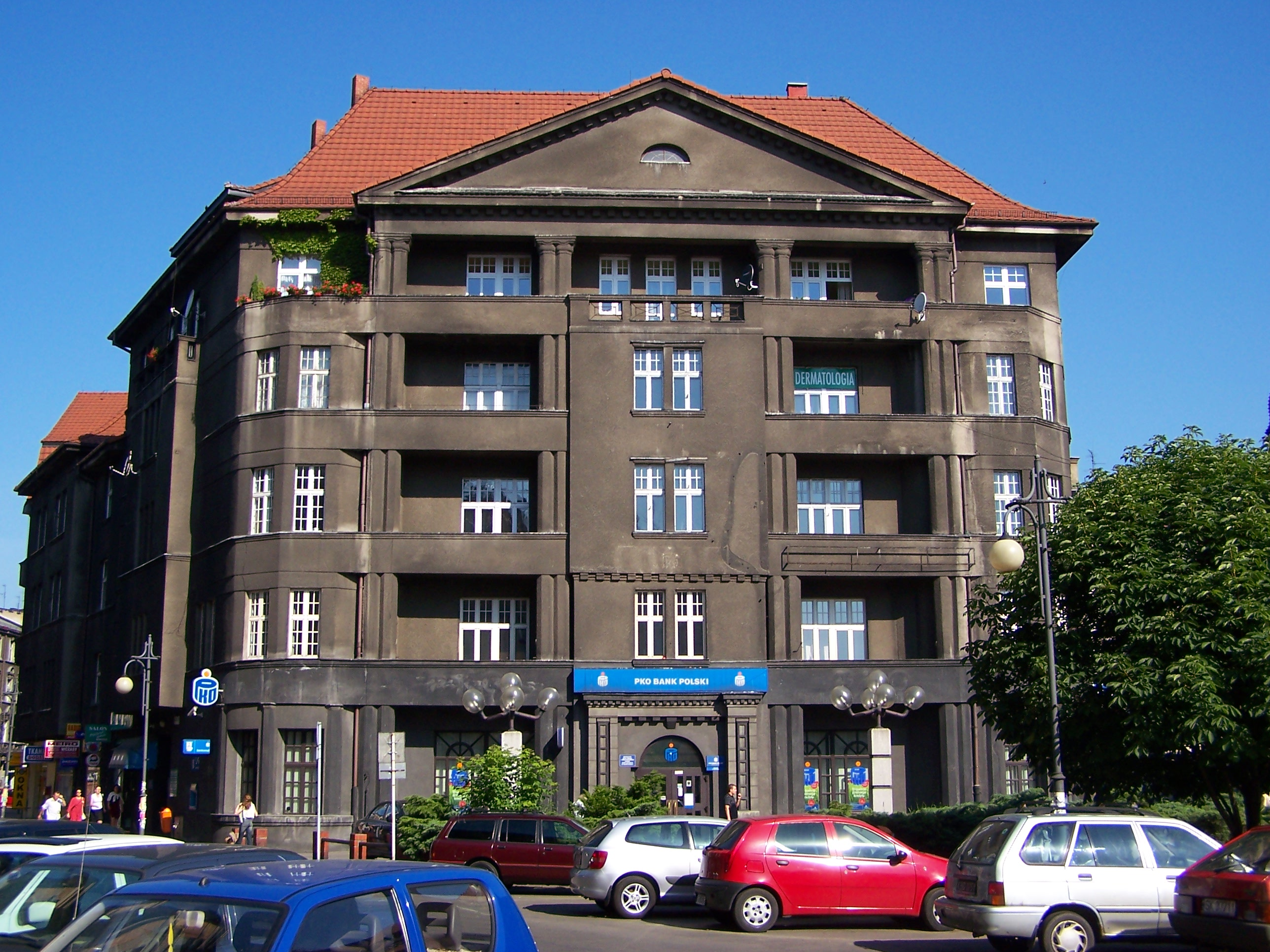
Kamienica na rogu ul. Chopina i Mickiewicza

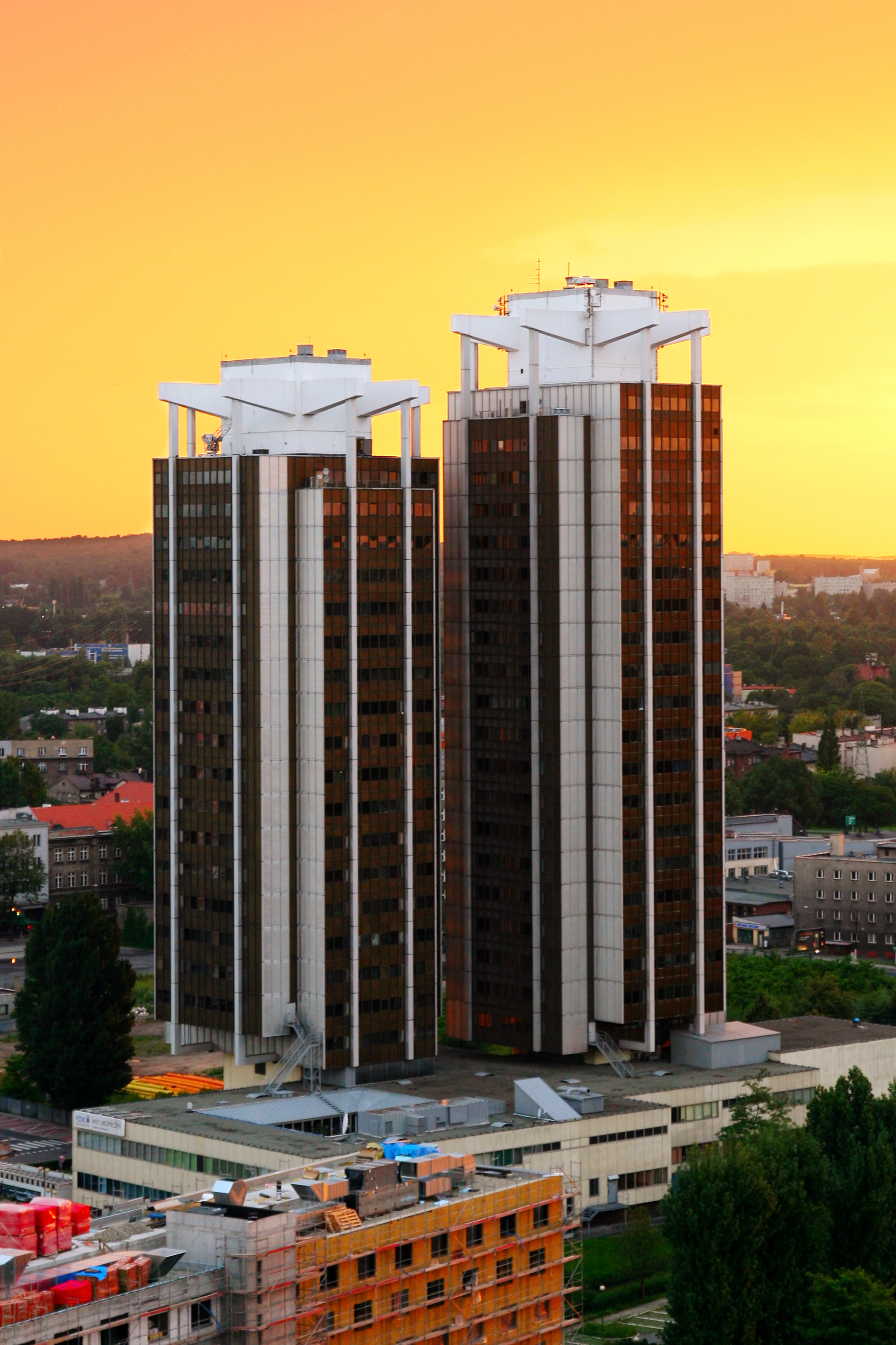
Wieżowce Stalexportu przy ul. Mickiewicza 29

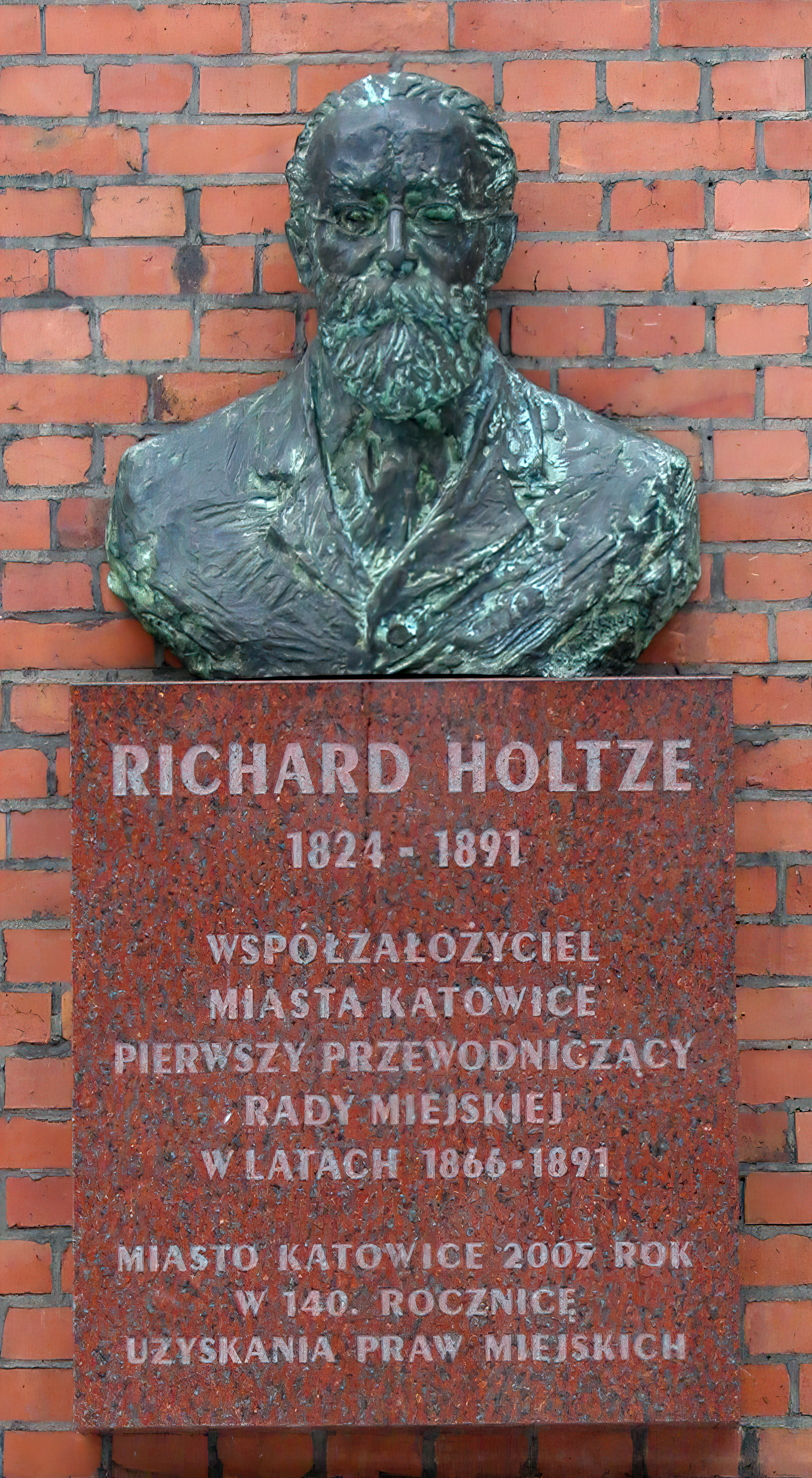
Tablica pamiątkowa ku czci Richarda Holtze na budynku dawnej Łaźni Miejskiej

Ulica Adama Mickiewicza w Katowicach – jedna z najważniejszych ulic w katowickim Śródmieściu, z zabudową pochodzącą z XIX wieku.

## Przebieg
Rozpoczyna swój bieg przy rynku. Następnie biegnie obok dawnej Łaźni Miejskiej (obecnie siedziba Oddziału PZU Katowice-Mickiewicza), budynku Zespołu Szkół Łączności, placu Synagogi, ulicy Stawowej (jeden z najbardziej znanych katowickich deptaków), budynku III LO, krzyżuje się z ulicą Juliusza Słowackiego, a następnie z ulicą Sokolską. Kończy swój bieg obok zajezdni PKM Katowice, gdzie krzyżuje się z ulicą Dąbrówki.

## Historia
W 1877 w rejonie dzisiejszych ulic Adama Mickiewicza i Stawowej uruchomiono hutę żelaza „Jakub” (niem. Jakobshütte). W latach niemieckiej okupacji Polski przy tej ulicy znajdowała się siedziba grupy gospodarczej produkcji chemicznej Sprengstoffwerke Oberschlesien GmbH, Hauptverwaltung. W latach 1896–1900 wybudowano największą synagogę w Katowicach. Bruk na ulicy został wyciszony korkiem, by odgłosy powozów nie przeszkadzały w modlitwie. Synagoga spłonęła 8 września 1939, podpalona przez Niemców. Obecnie na miejscu gdzie stała synagoga znajduje się plac Synagogi z targowiskiem oraz pamiątkowy obelisk, odsłonięty 27 czerwca 1989, autorstwa Mirosława Kicińskiego. Nazwa plac Synagogi została wprowadzona uchwałą Rady Miasta Katowice z dnia 8 października 1990. W przebudowanym budynku dawnego zarządu kompleksu synagogi obecnie znajduje się Miejska Przychodnia Specjalistyczna. W 1902 lub 1905, ówczesną Uferstraße przemianowano na August-Schneiderstraße; ulicę nazwano tak na cześć burmistrza Katowic w latach 1890–1902 – Augusta Schneidera. W XIX wieku ulica nosiła również nazwę Am Ufer/Uferstraße – pol. Nabrzeżna.
Przed I wojną światową dzisiejszy łącznik pomiędzy ul. A. Mickiewicza a ul. ks. Piotra Skargi nosił nazwę Tiele-Winckler Platz (pol. plac Tiele-Wincklerów).
Po pierwszej wojnie światowej w 1922 ulica otrzymała nazwę Adama Mickiewicza.
W 1925 przy ulicy powstała pierwsza w mieście stacja benzynowa, należąca do firmy Ford. W 1929 r. pod numerem 4 mieściła się m.in. firma „Steno-Typ”, prowadząca sprzedaż i serwis maszyn do pisania. W listopadzie 1930 przy ulicy wybudowano halę garażową dla autobusów Śląskich Linii Autobusowych. W latach trzydziestych XX wieku pod numerem 4 istniała księgarnia Rudolfa Steinfelda oraz sklep z suknami K. Runda; pod numerem 2 swoją siedzibę posiadał wiedeński zakład krawiecki Henryka Mossingera; pod numerem 1 – sklep D. Liebermana z wełną, pod numerem 14 - konsulat Czechosłowacji, pod numerem 49 – hurtownia żelaza oraz hurtownia przyborów szewskich Ryszarda Schwarza. Przy ul. A. Mickiewicza 36 swoje biuro sprzedaży ulokował Koncern Węglowy Giesche S.A..

## Obiekty zabytkowe
Przy ulicy Adama Mickiewicza znajdują się następujące historyczne obiekty:
- Dom Handlowy „Skarbek” (ul. A. Mickiewicza 4, róg z Rynkiem); oddany do użytku w 1975, wzniesiony według projektu Juranda Jareckiego[22], posiada kubaturę około 62 000 m²[23].
- Zabytkowy gmach Banku Gospodarstwa Krajowego – obecnie Banku Śląskiego (ul. A. Mickiewicza 3[24]); wpisany do rejestru zabytków (nr rej.: A/1237/78 z 2 maja 1978[25], nr rej.: A/590/2019 z 20 grudnia 2019[26]), zbudowany w 1930[27] w stylu ekspresjonistycznym według projektu Stanisława Tabeńskiego i Jana Noworyty[28]; jego fasada jest ukośna z powodu umiejscowienia przy nieistniejącej już ulicy Skośnej. W witrażu głównej klatki schodowej zachował się napis A 1930. Na dachu budynku umiejscowiono zegar oraz kuranty, które od 26 kwietnia 1975 wygrywały melodię „Płynie Wisła błękitna”[9]. W latach trzydziestych XX wieku miał tu także swoją siedzibę Wyższy Urząd Górniczy[29] oraz Okręgowy Urząd Ziemski[30].
- Zabytkowy budynek Łaźni Miejskiej (ul. A. Mickiewicza 5[31]); wpisany do rejestru zabytków (nr rej.: A/1343/87 z 12 czerwca 1987[25]; obecnie A/1343/24[32]), wzniesiony w latach 1864–1911, w stylu eklektycznym[28], kosztem 155 000 marek niemieckich[33]. W latach międzywojennych poszerzono go o basen kąpielowy. W lipcu 1928 z łaźni korzystało 12 530 osób[34]. W latach 1997–1999 gmach zaadaptowano na potrzeby siedziby Inspektoratu PZU Życie SA; autorami projektu przebudowy z lat 1996–1997 byli J. Pallado i A. Skupin. Powierzchnia całkowita obiektu wynosi 1880 m², a kubatura – 10 360 m³. Za plan modernizacji obiektu architekci otrzymali nagrodę Ministra Rozwoju Regionalnego i Budownictwa, nagrodę Ministra Spraw Wewnętrznych i Administracji oraz wyróżnienie „Architektura Roku 2000” Województwa Śląskiego[35].
- Kamienica mieszkalno-handlowa (ul. A. Mickiewicza 6)[36]; wybudowana w 1903 według projektu opracowanego przez Przedsiębiorstwo Budowlane Perl i Trapp, eklektyczna z elementami secesji i manieryzmu. Wzniesiono ją na planie prostokąta, z oficyną boczną. Zwarta bryła posiada cztery kondygnacje, podpiwniczenie, poddasze, dwuspadowy dach o stromej połaci frontowej, z ozdobnym szczytem na osi centralnej i mansardami na osiach bocznych. Elewację frontową w strefie parteru wytynkowano i przebudowano. Na pierwszej osi tej kondygnacji umiejscowiono bramę przejazdową. Na pozostałych kondygnacjach elewacja jest czteroosiowa, symetryczna, licowana cegłą, z tynkowanym detalem architektonicznym. Kondygnacje oddzielono gzymsami. Pierwotnie na osi kamienicy na wysokości trzeciej kondygnacji znajdowały się balkony.
- Zabytkowy budynek dawnej kawiarni Wojko (ul. A. Mickiewicza 8); wpisany do rejestru zabytków (nr rej.: A/1316/83 z 3 października 1983[25]; obecnie nr rej. A/1316/23[37]), wybudowany w końcu XIX wieku w stylu eklektycznym według projektu opracowanego przez Przedsiębiorstwo Budowlane Perl i Trapp[28]. Obecnie elewacja frontowa odarta jest z większości dekoracji. Budynek wzniesiono na planie prostokąta, z oficynami bocznymi, które wraz z budynkiem głównym tworzą czworokąt zabudowy. W latach międzywojennych w budynku istniała „Cafe Atlantic”[38] Wiktora Wandelta (założona w 1904, później nazwę zmieniono na „Cafe Club”), „Wojko-Bar”[39] oraz żydowska sala modlitwy[40]. W latach trzydziestych XX wieku w kamienicy funkcjonowała kawiarnia „Wojko”. Od 1945 „Cafe Club” działał pod nazwą „Bar Wojko”[29].
- Kamienica mieszkalno-handlowa (ul. A. Mickiewicza 10)[36]; wybudowana w latach 1897–1898 według projektu Ludwiga Goldsteina w stylu eklektycznym. Wzniesiono ją na planie litery „U”, z oficynami tylnymi. Trójskrzydłowa bryła z pozornym ryzalitem na pierwszej i drugiej oraz siódmej i ósmej osi posiada cztery kondygnacje, podpiwniczenie i poddasze oraz dwuspadowy dach. Ryzality zwieńczono ozdobnymi szczytami. Ośmioosiową elewację frontową ukształtowano symetrycznie. Pierwotnie boniowany parter przebudowano. Portal na osi kamienicy zamknięto półkoliście. Elewacja wyższych kondygnacji była licowana kolorową cegłą, ułożoną w poziome pasy i dekoracyjne wzory. Kondygnacje oddzielono pasami gzymsów, wypełnionymi dekoracjami. We wnętrzu zachowały się drewniane dwubiegowe schody oraz oryginalna stolarka drzwiowa. W latach międzywojennych w budynku miała swoje przedstawicielstwo spółdzielnia  „Kooperacja Rolna”[20]; funkcjonowała tu także kawiarnia/cukiernia „Wiedeńska”[38].
- Zabytkowy gmach III Liceum Ogólnokształcącego imienia Adama Mickiewicza (ul. A. Mickiewicza 11); wpisany do rejestru zabytków (nr rej.: 1475/92 z 8 lipca 1992, nr rej.: A/521/2019 z 17 lipca 2019[41]), wzniesiony w latach 1898–1900 według projektu Józefa Perzika, w stylu neogotyckim; w latach 1911–1914 dobudowano skrzydło zachodnie od strony ulicy J. Słowackiego, łączące gmach główny z salą gimnastyczną[28].
- Kamienica mieszkalno-handlowa (ul. A. Mickiewicza 12)[36]; wybudowana w 1898 według projektu A. Lauterbacha w stylu historyzmu z elementami uproszczonego neobaroku. Wzniesiono ją na planie w kształcie zbliżonym do litery „U”, z oficyną boczną. Trójskrzydłowa bryła budynku posiada cztery kondygnacje, podpiwniczenie i poddasze oraz dwuspadowy dach. Fasadę zamknięto nieznacznymi ryzalitami, zwieńczonymi szczytami z facjatkami. Elewacja frontowa jest symetryczna; pierwotnie boniowany, tynkowany parter przebudowano. We wnętrzu zachowały się dwubiegowe schody z drewnianą balustradą tralkową. W latach międzywojennych swoją siedzibę w budynku miała hurtownia rowerów oraz maszyn do szycia J. Premingera[9].
- Kamienica mieszkalno-handlowa (ul. A. Mickiewicza 13)[36].
- Zabytkowa kamienica (ul. A. Mickiewicza 14)[36]; wzniesiona w 1905 przez budowniczego Josefa Stellmacha według projektu sporządzonego przez Georga Zimmermanna. Wybudowano ją na planie odwróconej litery „L”, z oficyną tylną. Posiada pięć kondygnacji, podpiwniczenie i poddasze. Budynek to zwarta bryła, urozmaicona dwoma wykuszami, zwieńczona szczytem umieszczonym na osi, nakryta dachem dwuspadowym o stromej połaci frontowej. Elewacja frontowa jest ośmioosiowa, parter tynkowany, boniowany, zdobiony pasem żłobkowanego tynku, częściowo przebudowany. Na trzeciej osi zlokalizowano bramę przejazdową, w czwartej – drzwi wejściowe do budynku. Zachowała się posadzka lastrykowa z dekoracją mozaikową oraz ceramiczna okładzina ścian z motywami secesyjnymi i dwubiegowe lastrykowe schody z metalową, kutą balustradą o secesyjnych motywach. W oknach klatki schodowej częściowo zachowały się witraże o secesyjnych motywach.
- Budynek Technikum nr 8 im. Obrońców Poczty Polskiej w Gdańsku (ul. A. Mickiewicza 16)[36]; wzniesiony w 1899 według projektu arch. Antona Zimmermanna. W dwudziestoleciu międzywojennym w budynku mieściło się  schronisko młodzieżowe „Przelot”, posiadające 80 łóżek[42].
- Kamienica mieszkalno-handlowa (ul. A. Mickiewicza 18)[36].
- Zabytkowa kamienica (ul. A. Mickiewicza 20)[36]; wzniesiona w 1906 według projektu firmy Trapp i Perl w stylu secesji z elementami modernizmu. Kamienica posiada pięć kondygnacji i czteroosiową elewację. Czerwona cegła została zastosowana na wyższych kondygnacjach jako element ozdobny (dekoracje posiadają elementy secesyjne). Balkony z ozdobnymi balustradami umieszczono na kondygnacjach drugiej i trzeciej. Wykusze z herbem przedsiębiorstwa „Perl – Trap” umiejscowiono na czwartej kondygnacji między oknami. Nad oknem drugiej kondygnacji zastosowano wykusz zwieńczony balkonikiem. Na elewacji zachował się napis SIC VOLO, SIC AEDIFIKO, a na suficie w sieni – rozeta stiukowa i faseta.
- Kamienica mieszkalno-handlowa (ul. A. Mickiewicza 21)[36].
- Zabytkowa kamienica (ul. A. Mickiewicza 22)[36]; wybudowano ją w 1906 według projektu sporządzonego przez Przedsiębiorstwo Budowlane Perl i Trapp, w stylu secesji. W 1907 w budynku na parterze został otwarty „Casino-Bar”, który istniał przez kilka następnych lat. Po jego zamknięciu została uruchomiona „Wein-Restaurant”. W kolejnej dekadzie urządzono tu winiarnię, obok znajdowała się piekarnia. W następnych latach na parter budynku wprowadził się sklep mięsny Pinkusa Friszera. Dziś znajduje się tu kawiarnia i cukiernia.
- Zabytkowa kamienica (ul. A. Mickiewicza 26); wpisana do rejestru zabytków (nr rej.: A/1640/97 z 11 kwietnia 1997[25]; obecnie nr rej. A/1258/23[43]), wzniesiona w 1906 przez firmę budowlaną Ludwiga Goldsteina według opracowanego przez niego projektu, w stylu secesyjnym z elementami modernizmu[28]. Po 1945 w kamienicy istniał zakład dentystyczny Heleny Bronisz-Skrzypcowej[29].
- Kamienica mieszkalno-handlowa (ul. A. Mickiewicza 28)[36]. Elewacja posiada dziewięć osi. Na osi środkowej, nad oknami pierwszego i drugiego piętra, zlokalizowano detale architektoniczne. Budynek posiada parter, trzy piętra i poddasze. Na osiach pierwszej i drugiej oraz ósmej i dziewiątej znajdują się balkony. Obecnie w kamienicy mieści się szkoła języków obcych.
- Kamienica mieszkalno-handlowa (ul. A. Mickiewicza 30), została zbudowana jako kamienica narożna (róg z ulicą Sokolską)[36].
- Willa mieszkalna – Dom Rzemiosła (ul. A. Mickiewicza 32), została wzniesiona na przełomie pierwszego i drugiego dziesięciolecia XX wieku, w stylu neoklasycystycznym/modernistycznym[36].

## Instytucje
Przy ul. Mickiewicza mają swoją siedzibę: wieżowce Stalexportu, Wyższa Szkoła Technologii Informatycznych, Śląska Wyższa Szkoła Medyczna, siedziby oddziałów Radia Planeta i Antyradia, Sąd Rejonowy i Sąd Okręgowy, Szkoła Policealna Antyterroryzmu i Ochrony Grom, Centralne Laboratorium Analityczne oraz szkoły językowe, kancelarie prawne, firmy handlowo-usługowe, Zespół Szkół Łączności (ul. A. Mickiewicza 16).

## Komunikacja
Ulicą Adama Mickiewicza kursują autobusy ZTM oraz PKM Jaworzno.